# Green Lake (Seattle)
Pour les articles homonymes, voir Green Lake.
Green Lake est un lac d'eau douce situé dans le nord du centre de Seattle, au sein de Green Lake Park. Le parc est entouré par le quartier de Green Lake au Nord et à l'Est, le quartier de Wallingford au Sud, le quartier de Phinney Ridge à l'Ouest et Woodland Park au Sud-Ouest. Il s'agit d'un lac glaciaire, son bassin ayant été creusé il y a 50 000 ans par le glacier Vashon, qui a aussi formé le Lac Washington, le Lac Union, Bitter Lake et Haller Lake.